# Nepenthes edwardsiana
Nepenthes edwardsiana, tiếng Anh là Splendid Pitcher-Plant, là một loài nắp ấm thuộc họ Nắp ấm. Đây là loài cây nhiệt đới đặc hữu của núi Kinabalu và núi láng giềng, núi Tambuyukon ở Sabah, Borneo Malaysia..